# Фундація «Вільна Бурятія»
Фундація «Вільна Бурятія» (англ. Free Buryatia Foundation) — це правозахисна група, розташована в Александрії, штат Вірджинія, США.

## Історія
Фундація була заснована в березні 2022 року у відповідь на російське вторгнення в Україну під час російсько-української війни у 2022 році противниками війни в Бурятії та представниками світової бурятської діаспори. Співзасновник і журналістка Олександра Гармажапова заявила, що російська влада «використовує збіднілих бурятів як гарматне м’ясо» і що «майбутнє Бурятії має визначити народ Бурятії на вільних виборах».
Організація організувала правову допомогу бійцям і нацгвардійцям, які відмовляються від вторгнення в Україну за мотивами військової служби, а також їхнім родинам. За даними Фонду, станом на початок липня 2022 року він допоміг принаймні 350 особам, а також широко розповсюдив покрокові посібники щодо відмови від військової служби через соціальні мережі. Він також використав розвідувальні дані з відкритих джерел, щоб опублікувати оцінки кількості бурятів, убитих під час бойових дій в Україні, за оцінками, що близько 2,8% росіян, загиблих станом на кінець квітня 2022 року, були бурятами, що є одним із найвищих показників загиблих серед росіян. федеративних республік.
1 вересня 2023 року стало відомо, що фонд оголосили «небажаною організацією» у Росії.

## Цілі
Фонд підтримує більшу автономію Бурятії, включаючи посилений контроль над грошовими та природними ресурсами. Підтримує популяризацію бурятської мови та культури бурятів.